# Advanced Communications Riser
Advanced Communications Riser (ACR) je málo běžný slot nacházející se na starších základních deskách počítačů. Je určený pro síťové karty, zvukové karty a modemy. Tento slot původně vyvinula firma Asus.
Specifikace ACR byla vytvořena skupinou Advanced Communications Riser Special Interest Group (ACR SIG) v roce 2000. ACR je zastaralý kvůli diskrétním součástem namontovaným na základní desce.
ACR fungoval pouze ve spolupráci s VIA chipsetem, na jiných deskách se tedy ACR nevyskytoval. Svým provedením se velmi podobá běžnému PCI slotu. Lze jej odlišit:
1. podle jiné barvy (modrý, hnědý – ale ne bílý)
2. přepážka mezi kontakty je posunuta směrem k okraji desky (PCI ji má na opačném konci)
3. ACR je na desce posunut asi o 3 mm blíže k okraji desky